# Markus Züst
Markus Züst (* 7. Februar 1952) ist ein Anwalt und Politiker des Schweizer Kantons Uri. Er ist heimatberechtigt in Wolfhalden im Kanton Appenzell Ausserrhoden.
Er studierte 1972–1978 Rechtswissenschaften in Zürich und arbeitete bis zu seiner Wahl in den Regierungsrat im Jahr 2004 als Rechtsanwalt und Notar und im Nebenamt als Staatsanwalt und Verhörrichter in verschiedenen Kantonen. 
Er wohnt in Altdorf und war dort im Vorstand der Ortspartei der Sozialdemokratischen Partei der Schweiz und in der Ortsplanungskommission und der kantonalen Verkehrskommission. 1984–1997 war er Geschäftsleitungsmitglied der SP Uri und von 1992 bis 1996 Präsident der Kantonalpartei. 1991–2002 war er im Gemeinderat von Altdorf, ab 1998 als Gemeindepräsident. Von 2004 bis 2016 leitete er als Regierungsrat die kantonale Baudirektion und war 2010–2012 Landammann (Regierungspräsident). 
Seit dem Ende seiner Regierungstätigkeit 2016 amtet Markus Züst wieder vollamtlich als Rechtsanwalt und Notar.  
Seit 2016 ist er Präsident der gemeinnützigen Gesellschaft Uri (GGU).
Seit 2019 ist er Verwaltungsratspräsident der Uri Tourismus AG (UTAG). 
Markus Züst ist verheiratet und hat drei erwachsene Kinder.